# Харрисон, Фиона
Фиона Харрисон (Fiona A. Harrison; род. 1964, Санта-Моника, Калифорния) — американский астрофизик, специалист в области наблюдательной и экспериментальной астрофизики высоких энергий.
Член НАН США (2014), доктор философии (1993), профессор Калтеха, куда поступила в год получения докторской степени, главный исследователь проекта NuSTAR (с его начала в 2005).
Отмечена Hans Bethe Prize Американского физического общества (2020).

## Биография
Окончила с отличием Дартмутский колледж (бакалавр физики, 1985). Степень доктора философии по физике получила в Калифорнийском университете в Беркли в 1993 году.
С 1993 года в Калтехе: именной исследовательский фелло (Robert A. Millikan Research Fellow), с 1995 года ассистент-, с 2001 года ассоциированный, с 2005 года полный профессор, именной (Benjamin M. Rosen Professor) с 2013 года, с 2015 года заведующая дивизионом физики, математики и астрономии, именная Kent and Joyce Kresa Leadership Chair.
Фелло Американской академии искусств и наук и Американского физического общества, почётный фелло Королевского астрономического общества (2015).
Автор более 150 рецензированных статей в научных журналах.
Замужем за Richard Sander, также профессором.

## Награды и отличия
- Presidential Early Career Award for Scientists and Engineers[англ.] (2000)
- Вошла в число America’s Best Leaders, U.S. News & Kennedy School of Government (2008)
- NASA Outstanding Public Leadership Medal[англ.] (2013)
- Премия Бруно Росси Американского астрономического общества (2015)[8]
- Massey Award, COSPAR (2016)[4]
- Hans Bethe Prize[англ.] Американского физического общества (2020)[5]

Почётный доктор D.techn. Датского технического университета.